# Sussex (Virginie)
Pour les articles homonymes, voir Sussex (homonymie).
La census-designated place américaine de Sussex est le siège du comté de Sussex, dans l’État de Virginie. Lors du recensement de 2010, sa population s’élevait à 256 habitants.

## Source
- (en) Cet article est partiellement ou en totalité issu de l’article de Wikipédia en anglais intitulé « Sussex, Virginia » (voir la liste des auteurs).